# Riserva naturale Orecchiella
La riserva naturale Orecchiella è un'area naturale protetta situata in provincia di Lucca, in Toscana. La riserva è stata istituita nel 1980 e occupa una superficie di 217,58 ettari.